# Max Verstappen
Max Verstappen  (pronunciació en neerlandès: /ˈmɑks vɛrˈstɑ.pə(n)/) (Hasselt, 30 de setembre de 1997) és un pilot d'automobilisme neerlandès i belga. Nascut a Bèlgica, de pare neerlandès i mare belga, per a competir fa servir la nacionalitat del seu pare Jos, que també fou pilot. Competeix per l'equip Red Bull Racing a la Fórmula 1.
És el pilot més jove a liderar una volta durant un Gran Premi de Fórmula 1, el guanyador més jove d'un Gran Premi (18 anys, 7 mesos i 15 dies en el Gran Premi d'Espanya 2016), el pilot més jove a aconseguir un podi, el més jove a aconseguir el rècord de volta al Gran Premi de Brasil 2016, el pilot més jove a aconseguir el rècord de volta en una sessió, aquesta va ser en la tercera pràctica lliure en l'autòdrom Hermanos Rodríguez (Mèxic) el 28 d'octubre de 2017, i el pilot més jove a competir en la història d'aquesta categoria, ja que va fer el seu debut amb 17 anys i 166 dies en el Gran Premi d'Austràlia de 2015 per la Scuderia Toro Rosso, com així també el primer pilot de nacionalitat neerlandesa a pujar al primer lloc del podi de F1. El 2021, 2022, 2023 i 2024 es va proclamar campió del món.

## Trajectòria

### Kàrting
Fill de l'expilot de Fórmula 1 Jos Verstappen. Va començar en el món del kárting als 7 anys i immediatament es va convertir en campió de la Classe Mini del campionat belga. El 2006 va ser de nou campió de la Classe Mini en guanyar les 21 proves. El 2007 va guanyar en el lleugerament superior Rotax Mini Maxklasse totes les 18 carreres. El 2008, de nou a la classe Rotax Mini Max, va guanyar 16 de 18 carreres. Va competir en el campionat Benelux al Rotax Mini Maxklasse, una competició amb dotze carreres en tres caps de setmana de les quals va guanyar onze proves. A causa d'això el 2008 amb tan sols 11 anys, va ser llançat a la Classe Cadet en el campionat belga i també va ser campió amb onze victòries en dotze carreres.
L'any 2009, es va unir a l'Equip Pex Racing, un equip de CRG. Va guanyar el campionat Minimax i el campionat KF5 belga.
El 2010, es va acostar al karting internacional. Va signar per l'equip CRG per córrer en el seu equip en els campionats mundials i europeus. En el KF3 Copa del Món, va acabar segon darrere de l'experimentat Alexander Albon. Va vèncer a Albon en la WSK Euro Series. També va guanyar la Sèrie Mundial WSK, superant a Robert Vişoiu.
El 2011, va guanyar la WSK Euro Seriïs en una graella potenciada per CRG. Pel 2012, va ser fitxat per l'Intrepid Driver Program per competir en els campionats KF2 i KZ2. Va guanyar la WSK Master Sèries a la classe KF2, superant pilot de CRG Felice Té. Va guanyar la Copa d'Hivern del Sud de Garda a la classe KF2, superant a Dennis Olsen i Antonio Fuoco.
El 2013, va guanyar els campionats d'Europa de KF i KZ. A l'edat de 15 anys, va guanyar el campionat del món de 2013 KZ a Varennes-sud-Allier, França, en KZ1, la categoria més alta de karting.

### Monoplaces
Va conduir els seus primers metres en un cotxe de carreres al circuit de Pembrey, l'11 d'octubre de 2013. Va conduir 160 voltes en un Barazi-Epsilon FR2.0-10 de la Fórmula Renault durant el seu primer dia. El cotxe va ser proporcionat per l'equip neerlandès Manor MP Motorsport. Al desembre de 2013, va provar un Dallara F311 de Fórmula 3, cotxe dirigit per Motopark Academy. Una altra prova de la Fórmula Renault va arribar al desembre en el Circuit de Jerez. Pilotant per l'equip Josef Kaufmann Racing, va vèncer la Fórmula Renault per davant d'habituals com Steijn Schothorst i Matt Parry. En el Circuit Ricardo Tormo de València, es va imposar als pilots més experimentats incloent Tatiana Calderón i Eddie Cheever III.
El 16 de gener de 2014, es va anunciar que faria el seu debut en una competició de monoplaces a la Winter Series de Florida.

#### Fórmula 3 Europea

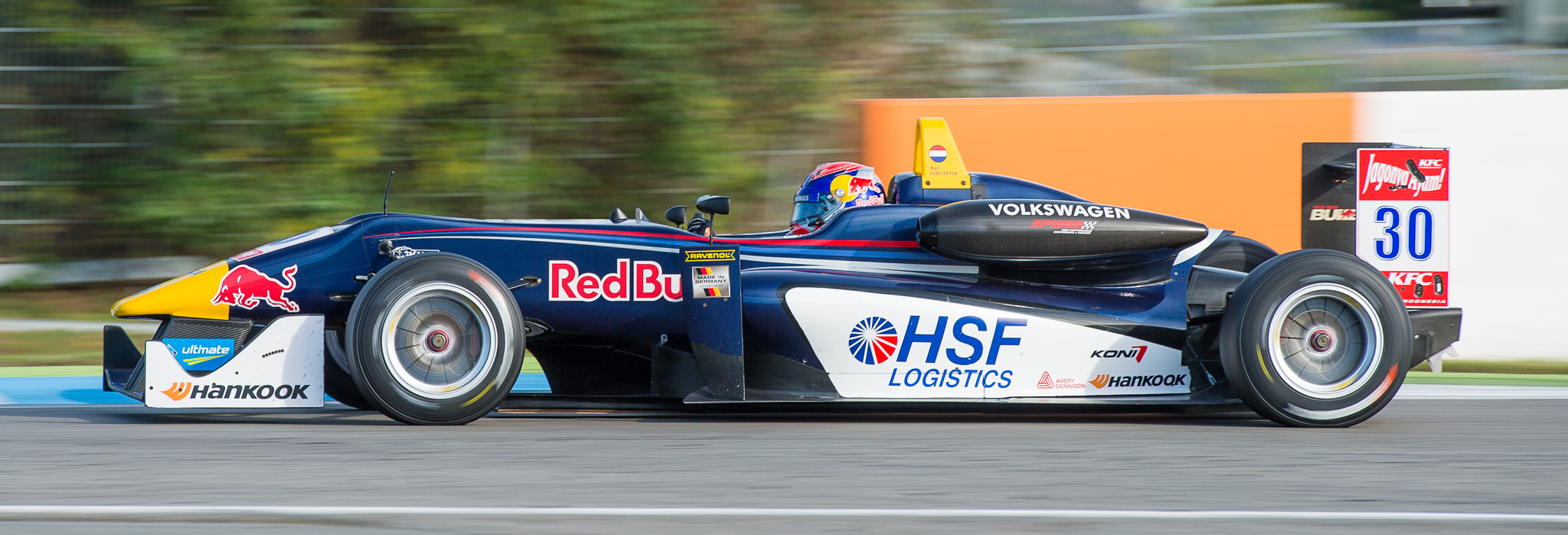
Max Verstappen al circuit de Hockenheimring, durant la temporada 2014 de Fórmula 3 Europea.

El 2014, va participar en la Fórmula 3 Europea amb l'equip Van Amersfoort Racing. El 4 de maig, va guanyar la tercera carrera a Hockenheim després d'haver començat des de la pole position. A la segona carrera estava a la pole, però va haver d'abandonar a causa d'un problema amb la seva caixa de canvis. A Spa-Francorchamps, es va convertir en el primer pilot del 2014 en obtenir tres victòries en un cap de setmana. Una setmana més tard a Norisring va tornar a guanyar tres carreres consecutives. En el circuit de Nürburgring va guanyar la seva vuitena carrera. Verstappen va guanyar deu carreres, però va ser derrotat per un altre novell a la categoria, Esteban Ocon, que va guanyar nou carreres i aconseguí nou segons llocs. Finalment va acabar tercer del campionat.

#### Fórmula 1

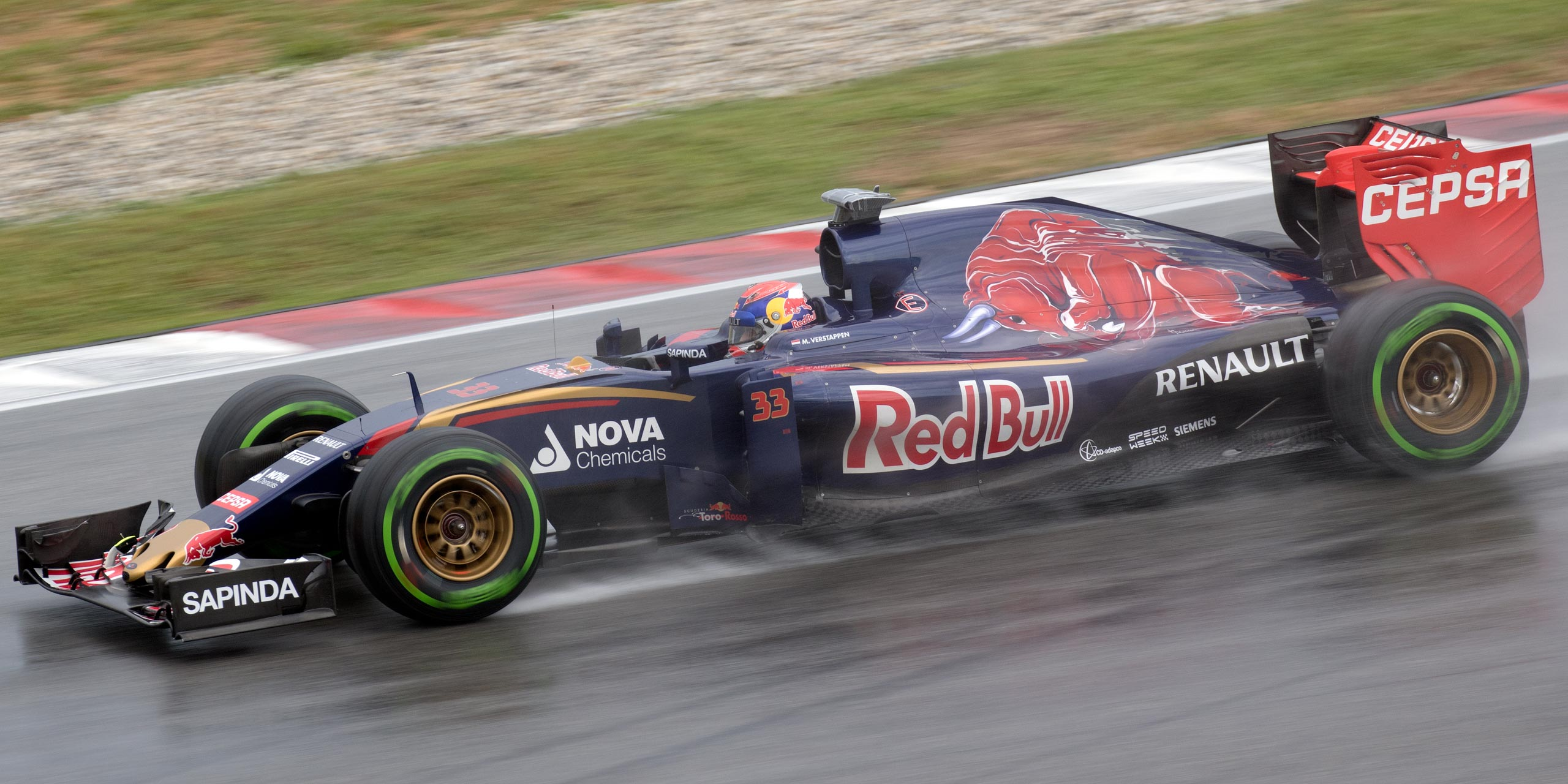
Verstappen al Gran Premi de Malàisia de 2015.

L'agost de 2014, es va unir al Red Bull Junior Team, desestimant una oferta de Mercedes per unir-se al seu programa de desenvolupament de pilots. Sis dies més tard, va ser confirmat com un dels pilots de la Scuderia Toro Rosso per 2015, juntament amb Carlos Sainz Jr. i en substitució de Jean-Éric Vergne. Als disset anys i cent seixanta-quatre dies d'edat, es convertiria en el pilot més jove a iniciar una carrera del Campionat del Món, superant el rècord de Jaime Alguersuari per gairebé dos anys.
El diumenge 29 de març de 2015, al Gran Premi de Malàisia, es va convertir en el pilot més jove en aconseguir punts a la F1. Posteriorment, entre problemes de fiabilitat i algun error del pilot, no va poder tornar a puntuar fins 5 carreres després. No obstant això, es recuperà en gran en el Gran Premi d'Hongria aconseguint un sensacional 4t lloc, resultat que repetiria a Austin. Va arribar a encadenar 6 carreres consecutives puntuant. Va acabar sent el debutant de l'any.

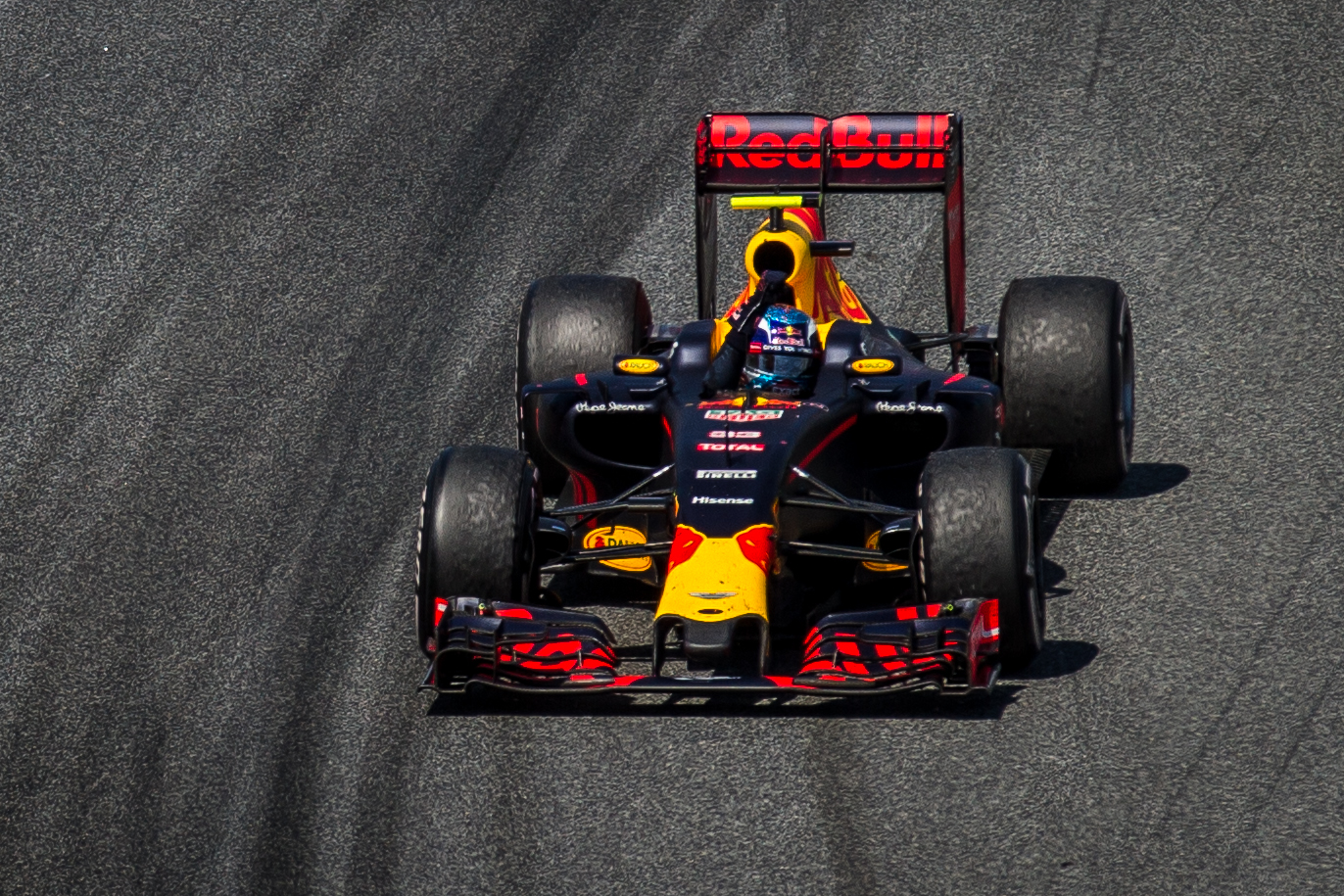
Verstappen al Gran Premi d'Espanya de 2016, on va obtenir la seva primera victòria.

El 5 de maig de 2016, després de només 4 carreres del campionat, Red Bull decideix promoure a Verstappen al seu primer equip, reemplaçant a Daniil Kvyat qui tornaria a Toro Rosso. El 15 de maig de 2016, durant la seva carrera de debut amb l'escuderia austríaca, es va convertir en el pilot més jove de la història a guanyar una carrera en la Fórmula 1, amb 18 anys i 228 dies, després de guanyar la cinquena data de la temporada, en el GP d'Espanya. Va acumular un total de set podis que van permetre que el neerlandès finalitzés cinquè en el campionat.
El 2017, Verstappen va finalitzar tercer en el Gran Premi de la Xina. L'1 d'octubre de 2017, un dia després de complir 20 anys, va triomfar en el GP de Malàisia. El pilot va finalitzar segon al Japó, creuant la meta 1,2 segons per darrere d'Hamilton. El 29 d'octubre va aconseguir la seva tercera victòria en la màxima categoria al GP de Mèxic, a l'Autòdrom Hermanos Rodríguez. Amb 12 top 5 en 20 carreres, Verstappen va quedar sisè en el campionat, per darrere dels dos pilots de Mercedes i Ferrari, i darrere del seu company Ricciardo.
El 2018, durant les primeres cinc curses aconsegueix ser 6è a Austràlia per darrere d'Alonso, abandona a Baréin, és 5è a la Xina, abandona una altra vegada a Bakú i finalment aconsegueix ser 3r a Espanya, el seu primer podi de la temporada. Guanya a Àustria i a Mèxic aconsegueix la seva segona victòria de la temporada, la segona també en el Autòdrom Hermanos Rodríguez.

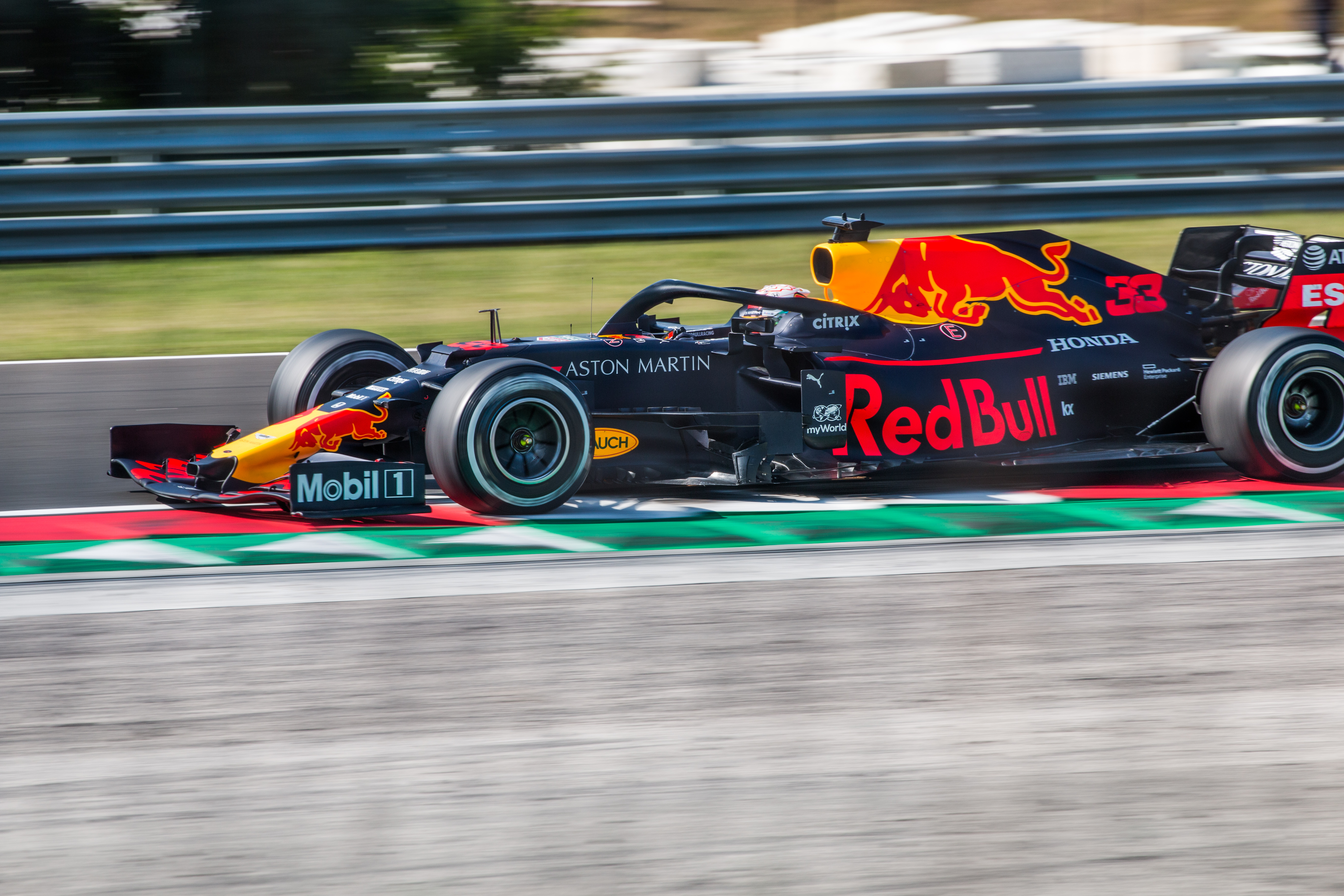
Max al Gran Premi d'Hongria de 2019, on va aconseguir seva primera Pole Position.

El 2019, amb la sortida de Ricciardo a Renault, Max passa a córrer al costat de Pierre Gasly, provinent de Toro Rosso. L'holandès va començar l'any en tercer lloc a Austràlia, on va tornar a pujar el motor Honda al podi onze anys després. Va tenir un bon començament de temporada, alternant entre el tercer i el quart lloc. Va aconseguir la primera victòria de la temporada a Àustria, portant la victòria als motors Honda des del 2006. Al Gran Premi d'Hongria va aconseguir la seva primera pole position de la temporada acabant la cursa en segona posició. A Bèlgica l'equip va canviar Pierre Gasly, que estava fent mals resultats, per Alex Albon, antic rival de karts, que anava bé per Toro Rosso i una aposta per a la resta de la temporada i per al 2020. Verstappen finalitzà la temporada en tercer lloc amb 278 punts, el millor resultat de la seva carrera fins ara. Aconseguí 3 victòries, 2 poles i 3 voltes ràpides, el triple que els seus companys d'equip.
El 2020, Red Bull va mantenir Albon i al gener, Max va signar un contracte amb l'equip fins a finals del 2023.
Al 2021 es va proclamar campió del món de Formula 1.
El 2022 es va tornar a proclamar campió del món de Formula 1 per segon any consecutiu després de dominar tota la temporada.

## Vida personal
Max va néixer a Hasselt, Bèlgica. Fins complir els 18 anys, no posseïa nacionalitat neerlandesa, sinó solament la llicència esportiva. En aquest moment, resideix a la ciutat belga de Maaseik, a la frontera amb els Països Baixos. El seu pare Jos (d'origen neerlandès), també va ser pilot de Fórmula 1 en els 90 i els 2000 (juntament amb Max, són els dos únics pilots neerlandesos a pujar a un podi d'aquesta categoria). La seva mare, Sophie Kumpen (d'origen belga), va ser pilot de karting i el seu oncle Anthony Kumpen ha estat campió en NASCAR Whelen Euro Series.

## Resum de la carrera esportiva
| Temporada | Categoria                                | Equip                        | Carreres        | Victòries       | Poles           | VR              | Podis           | Punts           | Pos.            |
| --------- | ---------------------------------------- | ---------------------------- | --------------- | --------------- | --------------- | --------------- | --------------- | --------------- | --------------- |
| 2014      | Florida Winter Sèries                    | ?                            | 12              | 4               | 3               | 3               | 7               | ?               | 3r              |
| 2014      | Campionat Europeu de Fórmula 3 de la FIA | Van Amersfoort Racing        | 33              | 10              | 7               | 7               | 16              | 411             | 3r              |
| 2014      | Gran Premi de Macau                      | Van Amersfoort Racing        | 1               | 0               | 0               | 1               | 0               | N/A             | 7è              |
| 2014      | Masters de Fórmula 3                     | Motopark                     | 1               | 1               | 1               | 0               | 1               | N/A             | 1r              |
| 2014      | Fórmula 1                                | Scuderia Toro Rosso          | Pilot de proves | Pilot de proves | Pilot de proves | Pilot de proves | Pilot de proves | Pilot de proves | Pilot de proves |
| 2015      | Fórmula 1                                | Scuderia Toro Rosso          | 19              | 0               | 0               | 0               | 0               | 49              | 12è             |
| 2016      | Fórmula 1                                | Scuderia Toro Rosso          | 4               | 0               | 0               | 0               | 0               | 204             | 5è              |
| 2016      | Fórmula 1                                | Red Bull Racing              | 17              | 1               | 0               | 1               | 7               | 204             | 5è              |
| 2017      | Fórmula 1                                | Red Bull Racing              | 20              | 2               | 0               | 1               | 4               | 168             | 6è              |
| 2018      | Fórmula 1                                | Aston Martin Red Bull Racing | 21              | 2               | 0               | 2               | 11              | 248             | 4t              |
| 2019      | Fórmula 1                                | Aston Martin Red Bull Racing | 21              | 3               | 2               | 3               | 9               | 278             | 3r              |
| 2020      | Fórmula 1                                | Aston Martin Red Bull Racing | 17              | 2               | 1               | 3               | 11              | 214             | 3r              |
| 2021      | Fórmula 1                                | Red Bull Racing Honda        | 22              | 10              | 10              | 6               | 18              | 395.5           | 1r              |
| 2022      | Fórmula 1                                | Oracle Red Bull Racing       | 22              | 15              | 7               | 5               | 17              | 454             | 1r              |
| 2023      | Fórmula 1                                | Oracle Red Bull Racing       | 22              | 19              | 13              | 11              | 21              | 575             | 1r              |
| 2024      | Fórmula 1                                | Oracle Red Bull Racing       | És disputarà    | És disputarà    | És disputarà    | És disputarà    | És disputarà    | És disputarà    | És disputarà    |
| Font:     |                                          |                              |                 |                 |                 |                 |                 |                 |                 |

### Victòries a la Fórmula 1
| N. | Gran Premi                                                 | Constructor     | Graella | Total |
| -- | ---------------------------------------------------------- | --------------- | ------- | ----- |
| 2  | Formula 1 Gran Premi de Mèxic 2017                         | Red Bull Racing | 2       | 8     |
| 2  | Formula 1 Gran Premi de Mèxic 2018                         | Red Bull Racing | 2       | 8     |
| 2  | Formula 1 Eyetime Grosser Preis Von Österreich 2018        | Red Bull Racing | 4       | 8     |
| 2  | Formula 1 myWorld Grosser Preis Von Österreich 2019        | Red Bull Racing | 2       | 8     |
| 1  | Gran Premi d'Espanya Pirelli de 2016                       | Red Bull Racing | 4       | 8     |
| 1  | 2017 Formula 1 Petronas Malaysia Grand Prix                | Red Bull Racing | 3       | 8     |
| 1  | Formula 1 Mercedes-Benz Grosser Preis Von Deutschland 2019 | Red Bull Racing | 2       | 8     |
| 1  | Formula 1 Heineken Grande Prêmio do Brasil 2019            | Red Bull Racing | 1       | 8     |

### Voltes ràpides a la Fórmula 1
| N. | Anys       | Gran Premi            | Circuit                       | Total |
| -- | ---------- | --------------------- | ----------------------------- | ----- |
| 2  | 2016, 2017 | Gran Premi de Brasil  | Autódromo José Carlos Pastura | 7     |
| 1  | 2018       | Gran Premi de Mònaco  | Circuit de Mònaco             | 7     |
| 1  | 2018       | Gran Premi de Canadà  | Circuit Gilles Villeneuve     | 7     |
| 1  | 2019       | Gran Premi d'Àustria  | Red Bull Ring                 | 7     |
| 1  | 2019       | Gran Premi d'Alemanya | Hockenheimring                | 7     |
| 1  | 2019       | Gran Premi d'Hongria  | Hungaroring                   | 7     |

## Resultats

### Campionat Europeu de Fórmula 3 de la FIA
(Clau) (negreta indica pole position) (cursiva indica volta ràpida)
| Any     | Escuderia             | Motor      | 1         | 2       | 3       | 4         | 5         | 6       | 7       | 8         | 9         | 10        | 11       | 12      | 13    | 14      | 15      | 16    | 17      | 18      | 19      | 20        | 21      | 22      | 23      | 24       | 25    | 26        | 27    | 28        | 29    | 30      | 31    | 32      | 33      | Pos. | Punts |
| ------- | --------------------- | ---------- | --------- | ------- | ------- | --------- | --------- | ------- | ------- | --------- | --------- | --------- | -------- | ------- | ----- | ------- | ------- | ----- | ------- | ------- | ------- | --------- | ------- | ------- | ------- | -------- | ----- | --------- | ----- | --------- | ----- | ------- | ----- | ------- | ------- | ---- | ----- |
| 2014    | Van Amersfoort Racing | Volkswagen | SIL 1 Ret | SIL 2 5 | SIL 3 2 | HOC 1 Ret | HOC 2 DNS | HOC 3 1 | PAU 1 3 | PAU 2 Ret | PAU 3 Ret | HUN 1 Ret | HUN 2 16 | HUN 3 4 | SPA 1 | SPA 2 1 | SPA 3 1 | NOR 1 | NOR 2 1 | NOR 3 1 | MSC 1 3 | MSC 2 Ret | MSC 3 2 | RBR 1 5 | RBR 2 4 | RBR 3 12 | NÜR 1 | NÜR 2 Ret | NÜR 3 | IMO 1 Ret | IMO 2 | IMO 3 1 | HOC 1 | HOC 2 5 | HOC 3 6 | 3r   | 411   |
| Fuente: |                       |            |           |         |         |           |           |         |         |           |           |           |          |         |       |         |         |       |         |         |         |           |         |         |         |          |       |           |       |           |       |         |       |         |         |      |       |

### Fórmula 1
(Clau) (negreta indica pole position) (cursiva indica volta ràpida)
| Any   | Escuderia                    | 1       | 2       | 3       | 4       | 5       | 6       | 7       | 8       | 9       | 10      | 11    | 12      | 13      | 14      | 15     | 16      | 17      | 18      | 19     | 20    | 21    | 22    | 23    | Pos. | Punts |
| ----- | ---------------------------- | ------- | ------- | ------- | ------- | ------- | ------- | ------- | ------- | ------- | ------- | ----- | ------- | ------- | ------- | ------ | ------- | ------- | ------- | ------ | ----- | ----- | ----- | ----- | ---- | ----- |
| 2014  | Scuderia Toro Rosso          | AUS     | MYS     | BHR     | CHN     | ESP     | MON     | CAN     | AUT     | GBR     | GER     | HON   | BEL     | ITA     | SIN     | JAP PP | RUS     | EUA PP  | BRA PP  | ABU    |       |       |       |       | -    | -     |
| 2015  | Scuderia Toro Rosso          | AUS Ret | MAL 7   | XIN 17† | BHR Ret | ESP 11  | MON Ret | CAN 15  | AUT 8   | GBR Ret | HON 4   | BEL 8 | ITA 15  | SIN 8   | JAP 9   | RUS 10 | EUA 4   | MEX 9   | BRA 9   | ABU 16 |       |       |       |       | 12è  | 49    |
| 2016  | Scuderia Toro Rosso          | AUS 10  | BHR 6   | XIN 8   | RUS Ret |         |         |         |         |         |         |       |         |         |         |        |         |         |         |        |       |       |       |       | 5è   | 204   |
| 2016  | Red Bull Racing              |         |         |         |         | ESP 1   | MON Ret | CAN 4   | EUR 8   | AUT 2   | GBR 2   | HON 5 | GER 3   | BEL 11  | ITA 7   | SIN 6  | MAL 2   | JAP 2   | EUA Ret | MEX 4  | BRA 3 | ABU 4 |       |       | 5è   | 204   |
| 2017  | Red Bull Racing              | AUS 5   | XIN 3   | BHR Ret | RUS 5   | ESP Ret | MON 5   | CAN Ret | AZE Ret | AUT Ret | GBR 4   | HON 5 | BEL Ret | ITA 10  | SIN Ret | MAL 1  | JAP 2   | EUA 4   | MEX 1   | BRA 5  | ABU 5 |       |       |       | 6è   | 168   |
| 2018  | Aston Martin Red Bull Racing | AUS 6   | BHR Ret | XIN 5   | AZE Ret | ESP 3   | MON 9   | CAN 3   | FRA 2   | AUT 1   | GBR 15† | GER 4 | HON Ret | BEL 3   | ITA 5   | SIN 2  | RUS 5   | JAP 3   | EUA 2   | MEX 1  | BRA 2 | ABU 3 |       |       | 4t   | 248   |
| 2019  | Aston Martin Red Bull Racing | AUS 3   | BHR 4   | XIN 4   | AZE 4   | ESP 3   | MON 4   | CAN 5   | FRA 4   | AUT 1   | GBR 5   | ALE 1 | HON 2   | BEL Ret | ITA 8   | SIN 3  | RUS 4   | JAP Ret | MEX 6   | EUA 3  | BRA 1 | ABU 2 |       |       | 3r   | 278   |
| 2020  | Aston Martin Red Bull Racing | AUT Ret | EST 2   | HON 2   | GBR 2   | 70A 1   | ESP 2   | BEL 3   | ITA Ret | TOS Ret | RUS 2   | EIF 2 | POR 3   | EMI Ret | TUR 6   | BHR 2  | SAK Ret | ABU 1   |         |        |       |       |       |       | 3r   | 214   |
| 2021  | Red Bull Racing Honda        | BHR 2   | EMI 1   | POR 2   | ESP 2   | MON 1   | AZE 18† | FRA 1   | STI 1   | AUT 1   | GBR Ret | HON 9 | BEL 1   | PBA 1   | ITA Ret | RUS 2  | TUR 2   | EUA 1   | MEX 1   | SAO 2  | QAT 2 | ARA 2 | ABU 1 |       | 1r   | 395.5 |
| 2022  | Oracle Red Bull Racing       | BHR 19† | ARA 1   | AUS Ret | EMI 1   | MIA 1   | ESP 1   | MON 3   | AZE 1   | CAN 1   | GBR 7   | AUT 2 | FRA 1   | HON 1   | BEL 1   | PBA 1  | ITA 1   | SIN 7   | JAP 1   | EUA 1  | MEX 1 | SAO 6 | ABU 1 |       | 1r   | 454   |
| 2023  | Oracle Red Bull Racing       | BHR 1   | ARA 2   | AUS 1   | AZE 2   | MIA 1   | EMI CC  | MON 1   | ESP 1   | CAN 1   | AUT 1   | GBR 1 | HON 1   | BEL 1   | PBA 1   | ITA 1  | SIN 5   | JAP 1   | QAT 1   | EUA 1  | MEX 1 | SAO 1 | LAS 1 | ABU 1 | 1r   | 575   |
| Font: |                              |         |         |         |         |         |         |         |         |         |         |       |         |         |         |        |         |         |         |        |       |       |       |       |      |       |

- * Temporada en progrés.